# Нолф, Джейсон
Джейсон Майкл Нолф (англ. Jason Michael Nolf; род. 10 января 1996, Yatesboro, Пенсильвания) — американский борец вольного стиля, победитель Панамериканского чемпионата.

## Карьера
В марте 2020 года в Оттаве, одолев в борьбе за первое место представителя Канады Гусейна Русланзаде, стал победителем Панамериканского чемпионата. В начале декабря 2021 года вместе с партнером по сборной США Кайлом Снайдером отправился в Дагестан. 7 декабря 2021 года в Каспийске на борцовском шоу лиги «Wolnik» одолел Хетага Цаболова, представляющего Сербию.

## Достижения
- Панамериканский чемпионат по борьбе 2020 — ;